# Tatiana Warsher
Tatiana Warsher (en ruso: Татьяна Сергеевна Варшер, 18 de junio de 1880–1960) fue una arqueóloga rusa conocida por sus estudios sobre Pompeya, especialmente su Codex Topographicus Pompeianus de 40 volúmenes.

## Familia y primeros años
Tatiana Sergeyevna Warsher nació en Moscú en el seno de una familia noble rusa de origen judío. Su padre, Sergey Adamovich Warsher (1854–1889), fue un historiador de literatura especializado en Shakespeare, y su abuelo fue un reconocido miembro de la iglesia. Su madre, Nina Depelnor, tenía ascendencia francesa. Tras la muerte de su padre, cuando ella tenía  ocho años, su familia recibió el apoyo del político liberal Pavel Milyukov, quien además era un aficionado a la arqueología y que llegó a ser como un segundo padre para Tatiana Sergeyevna.

## San Petersburgo y Riga (1898–1917)
Warsher asistió a los Cursos Bestúzhev, la universidad para mujeres de San Petersburgo, entre 1898 y 1901. Allí  estudió con el historiador experto en historia antigua Mijaíl Rostovtzeff. A través de Milyukov también se introdujo en el círculo de intelectuales liberales en San Petersburgo. En 1900, se vio implicada en una controversia en torno a Los contrabandistass («Контрабандисты»), una obra de teatro antisemita, de Savely Litvin y Viktor Krylov. Un grupo de alumnos de San Petersburgo intentó impedir el estreno de la obra en el Teatro Suvorin, causando el primero de una serie de disturbios. Como consecuencia, muchos estudiantes fueron arrestados y expulsados; Warsher evitó su expulsión gracias a la intervención de algunos profesores en su favor.
En 1907 Warsher se trasladó a Riga, donde  trabajó como profesora. En 1911, se casó con el médico local, Suslov. Durante su luna de miel, la pareja visitó Pompeya, y Warsher donde tomó sus primeras fotos de las excavaciones. Dos años más tarde su marido murió de repente, y Warsher regresó a San Petersburgo. Allí continuó sus estudios de arqueología con Rostovtzeff, pero su foco principal era la política y el periodismo. Se involucró en el Partido Democrático Constitucional (también sabido como el Kadets) de Milyukov y escribió sobre asuntos políticos. Se volvió a casar con el hermano viudo de su primer marido.

## Guerra Civil rusa y traslado a Berlín (1917–1923)
Siguiendo la Revolución rusa el partido Kadet fue suprimido y Milyukov huyó de Rusia. El segundo marido de Warsher fue ejecutado por los bolcheviques en 1917 por apoyar al Movimiento Blanco. Warsher huyó al norte durante la Guerra Civil rusa (1917–1922). Enseñó en escuelas femeninas en las ciudades de Riga y Dorpat—ahora independientes de Rusia como parte de Letonia y Estonia respectivamente—y en Archangelsk, que estuvo controlada por los Blancos hasta 1920. También trabajó en la editorial de Segodnya («Сегодня»), un periódico en lengua rusa en Riga, y fue corresponsal de Rul («Руль»)con sede en Berlín y de la parisina Poslednie Novosti («Последние новости»). En 1923  publicó el libro de sus memorias durante los años de la revolución y la guerra.
Con la victoria bolquevique en la Guerra Civil, Warsher finalmente dejó Rusia. Dio una conferencia pública como despedida en Riga, sobre las excavaciones en Pompeya y antes de partir para Berlín en febrero de 1922. En Alemania estudió en la Universidad de Berlín con Franz Noack, experto en arquitectura pompeyana y Gerhart Rodenwalt, experto en pintura de Pompeya.
En 1923, se reunió en París con Mijaíl Rostovtzeff, su antiguo profesor en San Petersburgo y ahora compañero de la llamada emigración blanca. Rostovtzeff la animó a trasladarse a Italia para proseguir con su interés en Pompeya y también le presentó al excavador de plomo de Pompeya, Matteo Della Corte.
En Roma se embarcó en la composición de su gran obra, The social and Economic History of the Roman Empire, basada en el material inédito de las excavaciones de Pompeya. Tatiana Warsher aceptó la tarea y entró a trabajar en el Instituto Arqueológico Alemán de Roma con frecuentes viajes a Pompeya para recoger información. La primera obra que publicó fue una guía, Pompeji: ein Führer durch die Ruinen, en 1925 (traducida al inglés como Pompeii in three hours). En 1937 compiló enormes volúmenes manuscritos, el Codex Topographicus Pompeianus donde incluía la arquitectura, la decoración y el contenido de las calles y los edificios de la ciudad antigua (las obras de Alinari, Anderson, Vasari, Sommer y Espostito).
En el momento de su muerte en Roma en 1960, había completado treinta y siete volúmenes:Illustrated catalogue of Pompeian paintings in the Naples National museum: Hall LXXIX, 1939; Índice del Museo Borbónico, 1948 Índice del Bullettino Archeologico Napoletano: (1841-1847, only the excavations of Pompeii),1949.